# Zesendertig gezichten op de berg Fuji
Zesendertig gezichten op de berg Fuji (Japans: 富嶽三十六景; Fugaku Sanjū-Rokkei) is een serie van 36 ukiyo-e afbeeldingen van de berg Fuji door Hokusai.
De bekendste afbeelding is De grote golf bij Kanagawa. Oorspronkelijk bestond de reeks, die gemaakt werd in 1827, uit 36 prenten. Later werden er echter 10 prenten bijgemaakt, hetgeen het totaal op 46 bracht.
Het aantal werken werd verhoogd na het succes van de verkoop van gravures. Elk van de afbeeldingen toont de Fuji, heilig voor Shinto-volgelingen, op verschillende momenten van de dag en weersomstandigheden.

## Galerij met voorbeelden

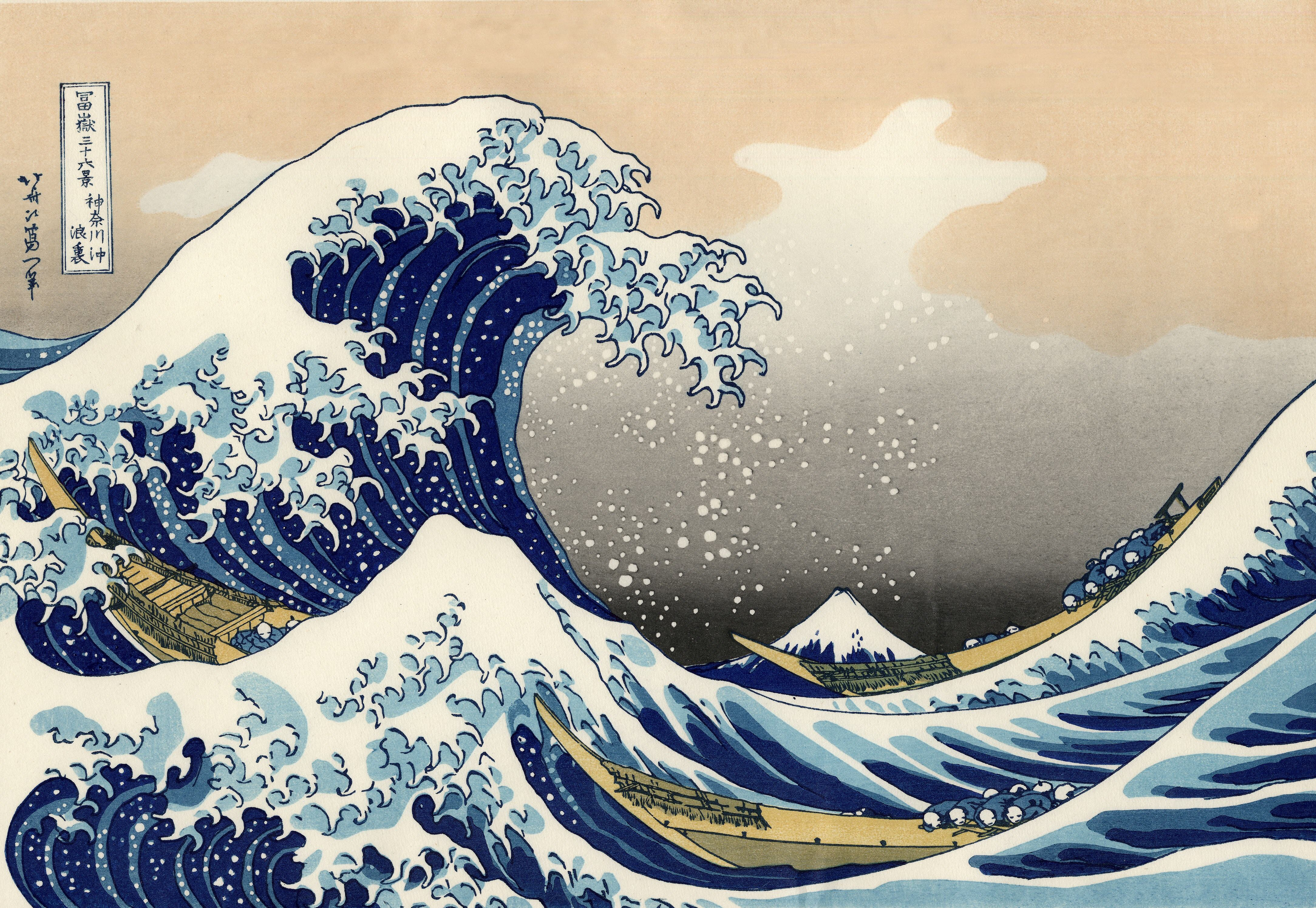
De grote golf van Kanagawa
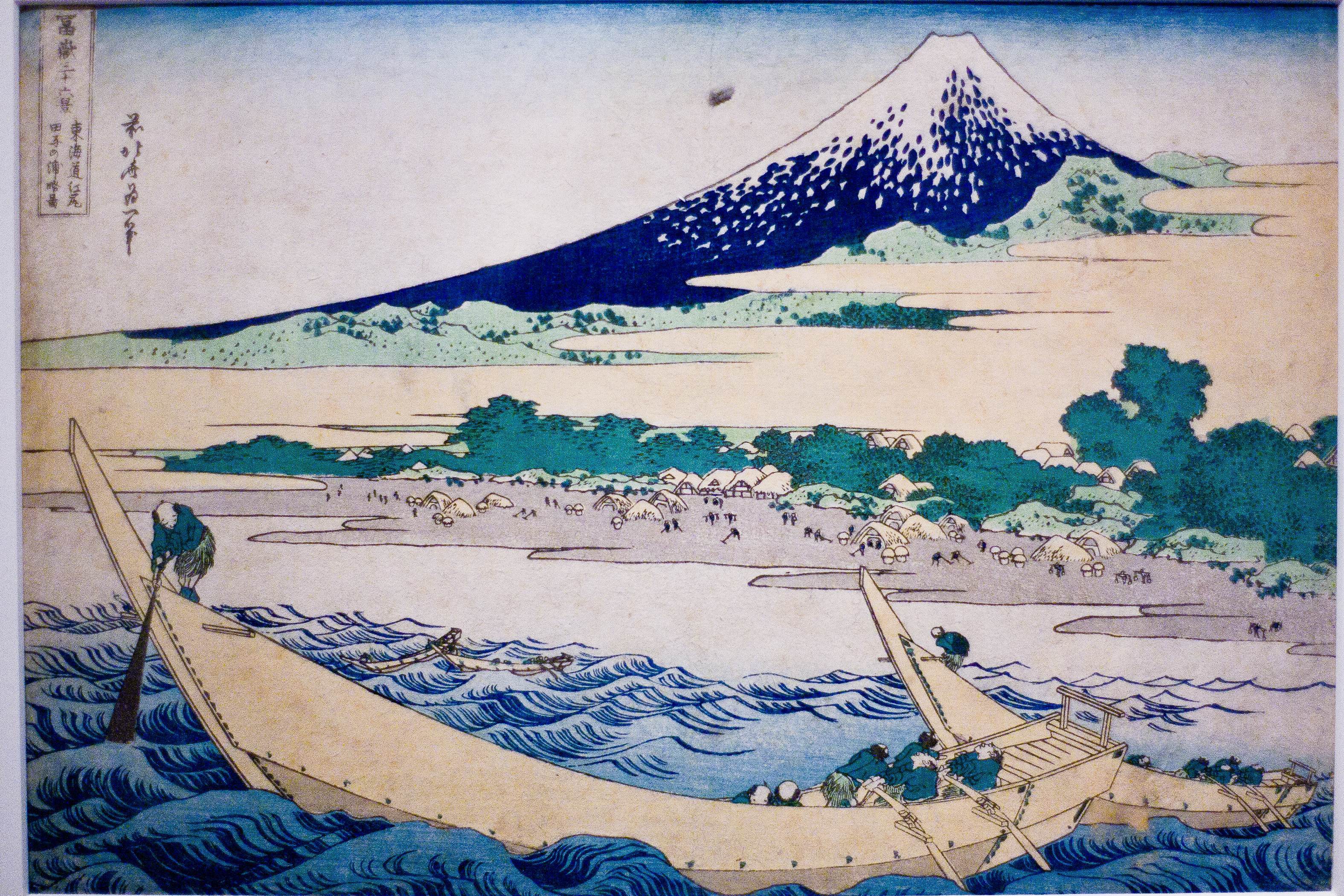
De essentie gezien vanaf de kust bij Tago nabij Ejiride Tokaido
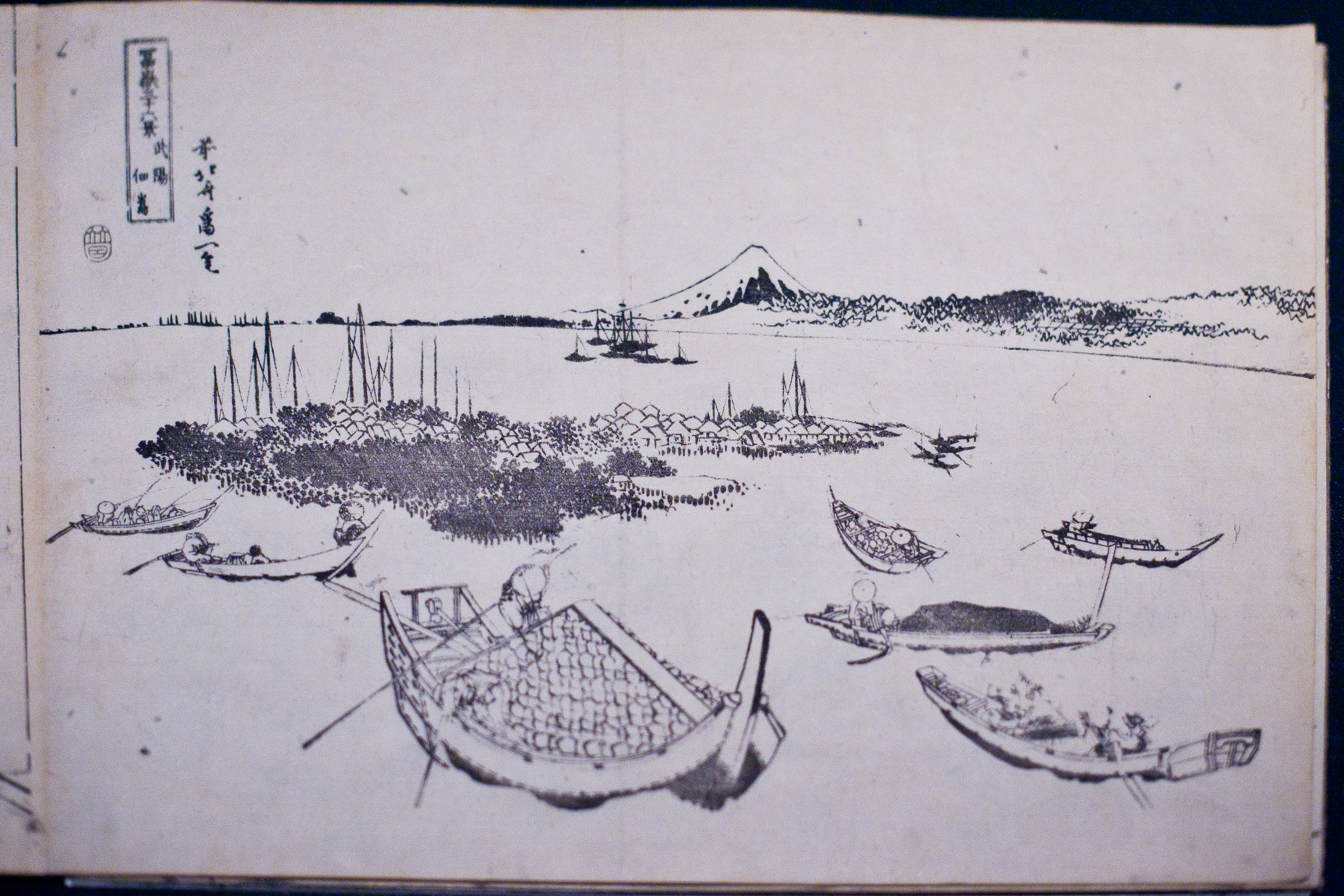
De Fuji gezien vanaf het eiland Tsuku Dajima. Proefdruk in zwarte inkt.